# Malo Grablje
Malo Grablje je napušteno naselje na Hvaru, u Splitsko-dalmatinskoj županiji. Administrativno je dio Grada Hvara.

## Malo Grablje (ruralna cjelina)
Ruralna cjelina u sklopu sela Malog Grablja (Molog Grobja), područje je Grada Hvara.

### Povijest
Malo Grablje je zbijeno naselje do kojeg vodi uski makadamski put kroz kotlinu ispod brda Matokita. Stambeno-gospodarske kuće građene su u nizovima koje slijede slojnice terena te se amfiteatralno spuštaju prema dnu kotline. Glavno seosko okupljalište bilo je ispred crkve sv. Tudora, a javne zgrade bile su gustirna, zadruga, mlin za masline te lambik-destilerija za ružmarin. Katnice ili dvokatnice građene od grublje obrađenog kamena povezanog mortom, s fugama koje obilato pokrivaju kamen. Karakteristični detalji kuća su dugačke drvene konzole nad gospodarskim ulazom koje nose odrinu te terase za sušenje smokava izvedene na ravnom drvenom krovu gospodarske kuće sagrađene uz stambenu.

### Zaštita
Pod oznakom Z-4478 zavedena je kao nepokretno kulturno dobro - kulturno-povijesna cjelina, pravna statusa zaštićena kulturnog dobra, klasificirano kao "kulturno-povijesna cjelina".

## Stanovništvo
Podaci iz 1857. i 1869. su sadržani u naselju Velom Grablju. Naselje je od popisa 1971. bez stanovnika.
| broj stanovnika |       |       | 123   | 103   | 139   | 178   | 100   | 121   | 112   | 115   | 6     |       |       |       |       |       | 3     |
|                 | 1857. | 1869. | 1880. | 1890. | 1900. | 1910. | 1921. | 1931. | 1948. | 1953. | 1961. | 1971. | 1981. | 1991. | 2001. | 2011. | 2021. |

## Poznate osobe
- Sibe Budrović, hrv. dominikanac, pedagog i vjerski pisac